# Yo (álbum de Inna)
Yo é o sexto álbum de estúdio gravado pela cantora romena Inna, lançado em 31 de maio de 2019 pela Global Records e Roc Nation.
Ela começou a trabalhar no álbum em 2016, e decidiu compor o material exclusivamente em espanhol, inspirada em uma recente viagem à América Latina. 
Inna contribuiu significativamente para o processo de composição do álbum e colaborou extensivamente com o produtor romeno David Ciente em suas canções. 
Sendo fortemente influenciado pela música cigana, Yo marca a primeira vez que a cantora assumiu por completo o controle criativo de seu próprio álbum.
Liricamente, ela canta sobre o tema do amor e apresenta várias personagens femininas vistas de diferentes perspectivas a medida que o álbum avança.
Após seu lançamento, Yo recebeu críticas positivas dos críticos musicais, que elogiaram seu caráter experimental e a consequente expansão da arte de Inna. 
Para promover o disco, cinco singles foram lançados de setembro de 2018 a maio de 2019: "Ra", "Iguana", "Sin Ti", "Tu Manera" e "Te Vas", dos quais "Iguana" teve sucesso comercial na Romênia, chegando ao número quatro na parada Airplay 100 do país. 
"Ra" foi promovido em várias aparições públicas no México e nos Estados Unidos, incluindo o Telehit Awards 2018 e o 19º Grammy Latino.
Um videoclipe dirigido por Bogdan Pǎun foi filmado para cada uma das faixas do álbum, com a cantora incorporando diferentes personagens femininas em histórias separadas.

## Antecedentes e Lançamento
A criação do álbum Yo começou em 2016 e cerca de 50 canções foram compostas para o setlist final. 
Depois de ter passado pelo Canadá e Estados Unidos em turnê oficial entre setembro e outubro de 2018, Inna postou um vídeo em seu canal do YouTube
 em 16 de outubro, 
data de seu aniversário, intitulado "YO". No curta-metragem, ela falou sobre o álbum, explicando brevemente sua criação. 
Em entrevista, Inna revelou que o lançamento do álbum seria no final de 2018. Em outra ocasião, a Roc Nation, gravadora com quem Inna havia assinado 
um contrato recentemente, foi confirmada como a gravadora oficial do álbum em 2019.
Por fim, a cantora anunciou o lançamento do álbum para 31 de maio de 2019 — que foi distribuído pela Global Records e Roc Nation — e revelou sua arte de capa 
através de seu Instagram. Criado por Robert Obert, a imagem mostra seu corpo nu com franja "recém-cortada" na frente de uma colagem floral desenhada com letras de músicas de Yo.
Inna também lançou o site www.yosoyinna.com para acompanhar o lançamento do álbum e organizou uma festa de lançamento em Bucareste, Romênia.

## Faixas
| Yo — Versão Padrão |                |                                                      |                                               |         |  |
| N.º                | Título         | Compositor(es)                                       | Produtor(es)                                  | Duração |  |
| 1.                 | "Ra"           | Elena Alexandra Apostoleanu, Cristina Maria Chiluiza | Sebastian Barac, Marcel Botezan, David Ciente | 2:55    |  |
| 2.                 | "Te Vas"       | Apostoleanu, Chiluiza                                | Barac, Botezan, Ciente, Alex Cotoi            | 3:12    |  |
| 3.                 | "Iguana"       | Apostoleanu, Chiluiza                                | Ciente                                        | 2:41    |  |
| 4.                 | "La Vida"      | Apostoleanu, Chiluiza                                | Ciente                                        | 2:37    |  |
| 5.                 | "Locura"       | Apostoleanu, Chiluiza                                | Ciente                                        | 3:27    |  |
| 6.                 | "Sí, mamá"     | Apostoleanu, Chiluiza                                | Ciente                                        | 2:48    |  |
| 7.                 | "Sin Ti"       | Apostoleanu, Chiluiza                                | Ciente                                        | 2:49    |  |
| 8.                 | "Tu Manera"    | Apostoleanu, Chiluiza                                | Ciente                                        | 2:45    |  |
| 9.                 | "Gitana"       | Apostoleanu, Chiluiza                                | Ciente                                        | 3:01    |  |
| 10.                | "Contigo"      | Apostoleanu, Chiluiza                                | Ciente                                        | 3:12    |  |
| 11.                | "Fuego"        | Apostoleanu, Chiluiza                                | Ciente                                        | 3:15    |  |
| Duração total:     | Duração total: | Duração total:                                       | Duração total:                                | 32:41   |  |

## Lançamento
| Região  | Data               | Formato          | Gravadora           |
| ------- | ------------------ | ---------------- | ------------------- |
| Romênia | 31 de maio de 2019 | Download digital | Global              |
| Mundo   | 31 de maio de 2019 | Download digital | Roc Nation          |
| Romênia | 2019               | CD               | Global • Roc Nation |